# هاليميد (قمر)
هاليميد أو  Neptune IX هو قمر غير نظامي متراجع لكوكب نبتون اكتشف في 14 أغسطس 2002  من قبل ماثيو جيه. هولمان، جون جيه كافيلارز، تومي جراف، ويسلي سي فريزر ودان ميليسافلجيفيك . تم الإكتشاف باستخدام تقنيات تلسكوب أرضي مبتكرة  ولقد غاب هاليميد إلى جانب لوميديا وساو عن المركبة الفضائية فوياجر 2 في عام 1989 لأنه باهت جدا وبعيد عن نبتون.

## الإكتشاف
اكتشف هاليميد في 14 أغسطس 2002 وذلك باستخدام الصور التي التقطها تلسكوب بلانكو ( 4.0 متر) في مرصد كرو تولولو، ومقراب كندا-فرنسا -هاواي (3.6 متر) في هاواي. تم الجمع بين الصور المتعددة رقميا حتى ظهرت النجوم كالشرائط، في حين أن الأقمار ظهرت كنقاط من الضوء.
تم اكتشاف هاليميد ولوميديا وساو من خلال استخدام التلسكوبات الأرضية - وكانت هذه هي المرة الأولى التي يكتشف فيها قمر لنبتون بواسطة التلسكوب منذ اكتشاف نيريد في عام 1949 من قبل جيرارد كايبر.

## خصائص
هاليميد ثاني قمر لنبتون من حيث الانحراف المداري والثالث من حيث الميلان حول نبتون. قطر هاليميد حوالي 62 كيلومترا (على افتراض بياض 0.04) ويبدو محايد (رمادي) في الضوء المرئي. ونظرا إلى لونة المشابه جدا للقمر نيريد مع احتمال كبير بنسبة (41%) انة تكون مع نيريد نتيجة إصطدام قديم في عمر النظام الشمسي حدث بين بين قمر أكبر ومذنب أو كويكب ، ولقد اقترح أن هاليميد قد يكون جزء من نيريد.
هاليميد مثل العديد من الأقمار الخارجية لنبتون، يسمى نسبة لواحدة من النيريدات الخمسين بنات نيريوس ودوريس. قبل الإعلان عن اسمه في 3 فبراير 2007 (IAUC 8802)، كان هاليميد معروفا بالتسمية المؤقتة S/2002 N 1.